# Fin Bartels
Fin Bartels (Kiel, 1987. február 7. –) német labdarúgó, aki 2020 óta a Holstein Kiel csatára.
Első gólját a Bundesligaban 2008. március 1-én szerezte az Arminia Bielefeld ellen, méghozzá ollózó mozdulattal.